# 斯佩爾索恩 (英國國會選區)
斯佩爾索恩（英語：Spelthorne），英國國會一郡選區，位於英格蘭東南部薩里郡北部，與斯佩爾索恩同域。
本區創設於1918年。除了1945年以外一直支持保守黨，工黨在本區只勝出一次。在2010年大選中，保守黨的夸西·夸腾以47.1%選票首次勝出，繼承了大衛·威爾舍退休留下的議席。夸西·夸腾并且在2015年和2017年的大选中连任。